# Мікожиці (Нижньосілезьке воєводство)
Мікожиці (пол. Mikorzyce) — село в Польщі, у гміні Волув Воловського повіту Нижньосілезького воєводства.
Населення — 60 осіб (2011).
У 1975-1998 роках село належало до Вроцлавського воєводства.

## Демографія
Демографічна структура станом на 31 березня 2011 року:
|          | Загалом | Допрацездатний вік | Працездатний вік | Постпрацездатний вік |
| -------- | ------- | ------------------ | ---------------- | -------------------- |
| Чоловіки | 24      | 4                  | 17               | 3                    |
| Жінки    | 36      | 7                  | 19               | 10                   |
| Разом    | 60      | 11                 | 36               | 13                   |